# 미스터 네거티브

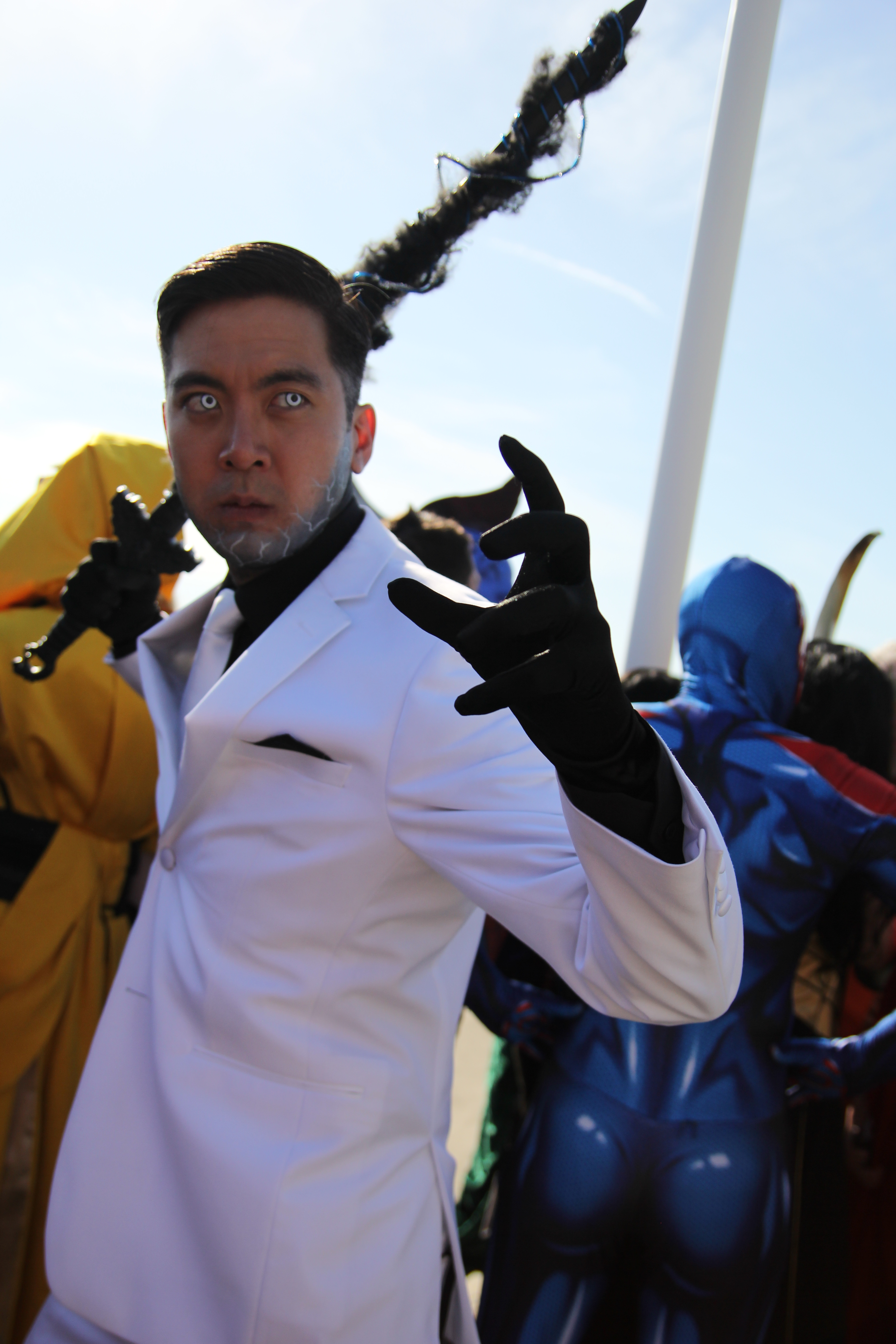
미스터 네거티브 편집하기

미스터 네거티브(영어: Mister Negative)는 마블 코믹스의 슈퍼빌런 중국인 캐릭터이다. 마틴 리(Martin Li)라는 이름의 중국계 미국인 범죄자로, 주로 스파이더맨의 악당으로 등장하며 퍼니셔, 클록 앤 대거와도 싸웠다. 2007년 FCBD 특별 이슈에 이어 2008년 1월 《어메이징 스파이더맨》 546호에 처음 등장했고, 댄 슬롯과 필 히메네스가 공동 창작하였다.

## 담당 성우

### TV 애니메이션
- 얼티밋 스파이더맨(2012) - 키언 영

### 비디오 게임
- 스파이더맨(2018)